# 芸西西インターチェンジ

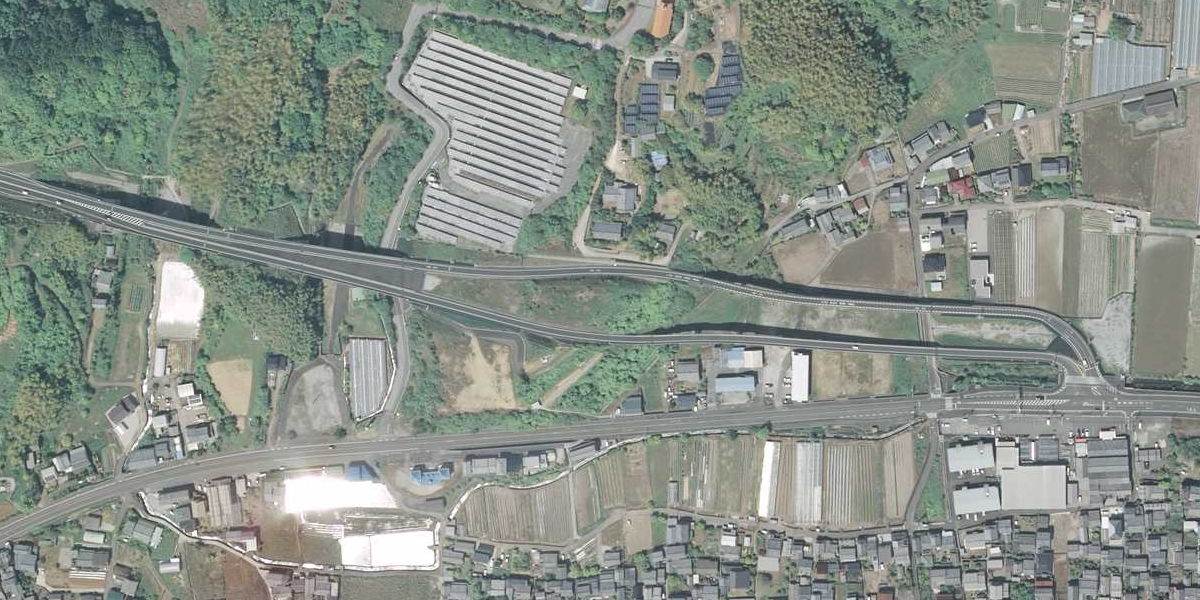

芸西西インターチェンジ（げいせいにしインターチェンジ）は、高知県安芸郡芸西村西分の高知東部自動車道にあるインターチェンジである。
なお、芸西西ICは、高知方面のみに出入が出来るハーフインターチェンジである。

## 歴史
- 2010年（平成22年）10月14日 : IC名称が「芸西西IC」に正式決定[1]。
- 2011年（平成23年）3月26日 : 香南やすIC - 芸西西IC間開通に伴い供用開始。
- 未定 : 芸西西IC  -安芸西IC間開通予定。

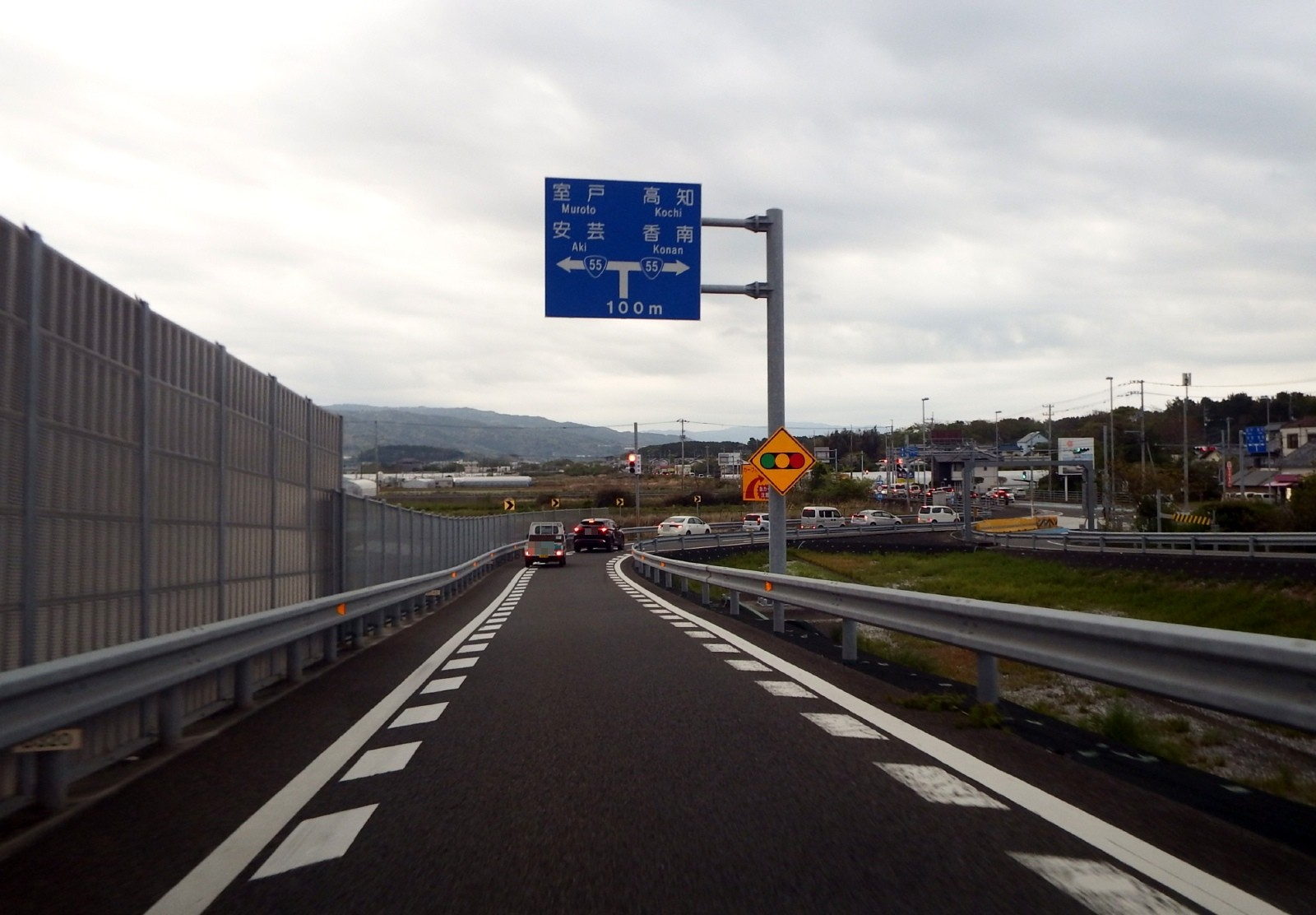
下り線出口

## 接続する道路
国道55号

## 周辺
- 土佐くろしお鉄道 ごめん・なはり線 西分駅
- Royal Hotel 土佐
- 土佐カントリークラブ
- Kochi黒潮カントリークラブ

## 隣
E55 高知東部自動車道（南国安芸道路）
(7) 香南やすIC - (8) 芸西西IC - 芸西東IC（事業中） - 安芸西IC（事業中）